# 阿尔比恩 (爱达荷州)
阿尔比恩（英語：Albion）是一个美國城市，位於爱达荷州肉桂县。根據2010年的人口普查，當地人口為267人。

## 地理
阿尔比恩位于42°24′39″N 113°34′51″W / 42.41083°N 113.58083°W (42.410882,-113.580901)。
根据美国人口普查局，该城市的总面积為0.47平方英里（1.22平方）。

### 2010年人口普查
根摢2010年人口普查，當地人口為267人，有113個家庭，其中73個家庭居住在城市。